# حزب داهومي الجمهوري
الحزب الجمهوري لداهومي (بالفرنسية: Parti Républicain Dahoméen)‏ كان حزبًا سياسيًا في داهومي الفرنسية بقيادة سورو ميغان أبيثي.

## التاريخ
أسس الحزب أبيثي في عام 1951.  برز كأكبر حزب في انتخابات الجمعية الإقليمية لعام 1952، حيث فاز بـ 19 مقعدًا من المقاعد البالغ عددها 32. جاء الحزب في المرتبة الأولى في انتخابات الجمعية الوطنية الفرنسية لعام 1956، وعاد أبيثي إلى الجمعية.
واصل الحزب الفوز في انتخابات الجمعية الإقليمية لعام 1957، حيث حصل على 35 مقعدًا من أصل 60 مقعدًا. في عام 1958، اندمج الحزب مع تجمع داهوميان الديمقراطي لتشكيل حزب داهوميان التقدمي، والذي كان من المقرر أن يكون فرع داهوميان من حزب التجمع الأفريقي.  ومع ذلك، أدت الخلافات الداخلية إلى انقسام الأطراف مرة أخرى إلى أشكالها الأصلية في عام 1959. 
فاز الحزب أيضًا في انتخابات عام 1959، على الرغم من حصوله على أصوات أقل من حزب اتحاد داهوميان الديمقراطي. بسبب اتهامات بالتزوير، وافق لاحقًا على منح تسعة مقاعد للاتحاد الديمقراطي،  لكنه ظل أكبر حزب في الجمعية الوطنية. في فبراير 1960، تم تحويله إلى حزب داهومي القومي بعد قبول الفيدراليين بقيادة إميل ديرلين زينسو.  في نوفمبر 1960، وافق الحزب على الاندماج مع تجمع داهومي الديمقراطي وحركة التحرير الوطنية بقيادة جان بلييا وألبرت تيفودجري، هذه المرة تحت اسم حزب الوحدة داهوميان. 